# Jakubský rybník
Jakubský rybník se nachází na Štítarském potoce v katastru obce Záhornice v okrese Nymburk. Má podlouhlý zvlněný tvar. Štítarský potok ho napájí od jihovýchodu. Hráz je orientována severozápadním směrem a navazuje na Pustý rybník. Šířka u hráze je asi 309 m, délka 2,5 km. Na břehu rybníka se nachází ves Poušť, jinak je rybník obklopen lesem. Pod hrází se nachází bývalý Jakubský mlýn, roubená stavení a novější vybydlená stavba. Na hrází je též silnice spojující Záhornici a vsi západně od rybníka. Dále se na břehu nachází sila pro krmení ryb a nedaleko též vlaková zastávka Činěves trati 062. Jakubský rybník je součástí ptačí oblasti Rožďalovické rybníky.
Jakubský rybník a přilehlé okolí jsou místem děje knihy Michala Vrby Kolem Jakuba (2019).

## Galerie

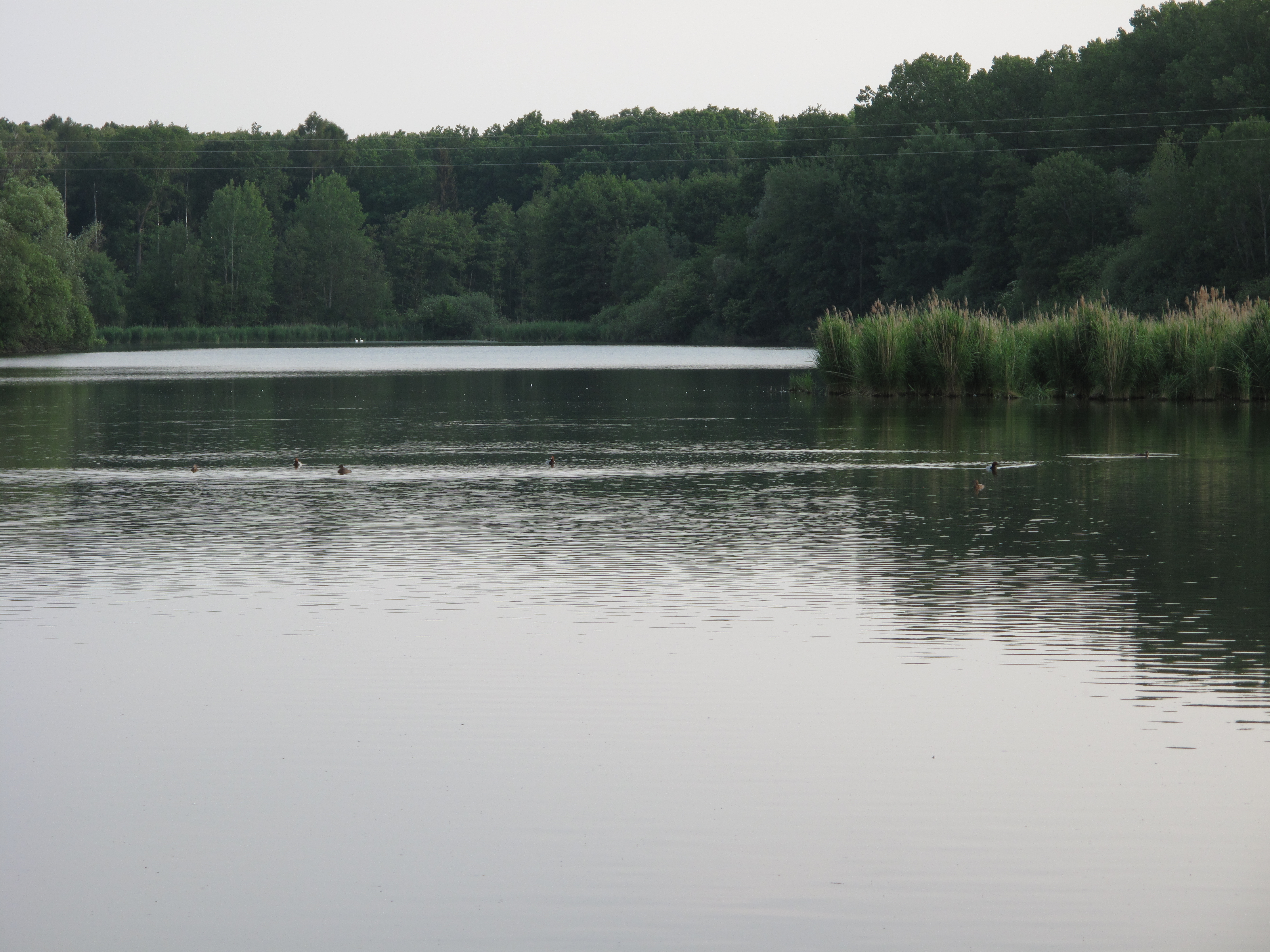
Vodní ptactvo
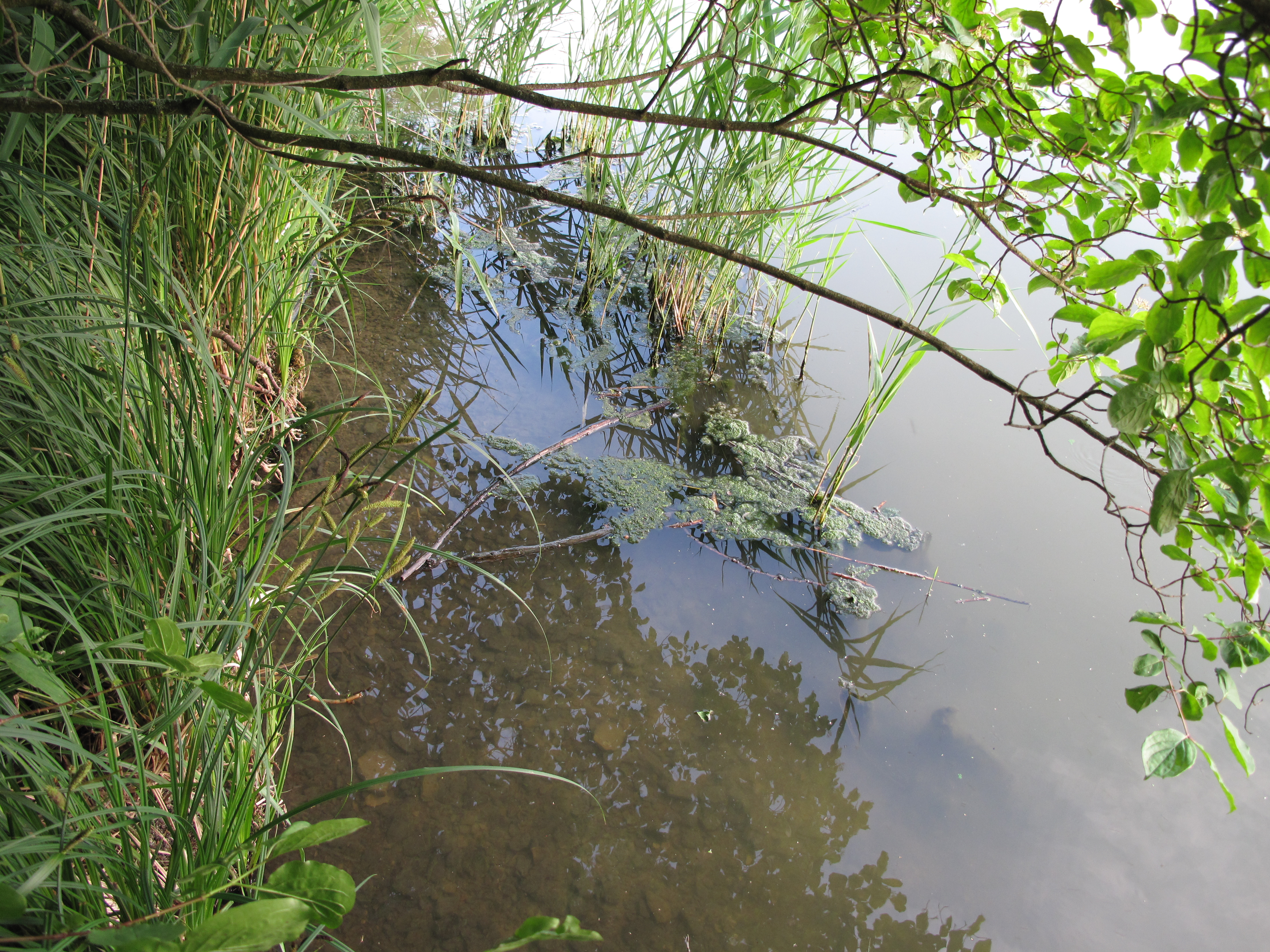
Břeh
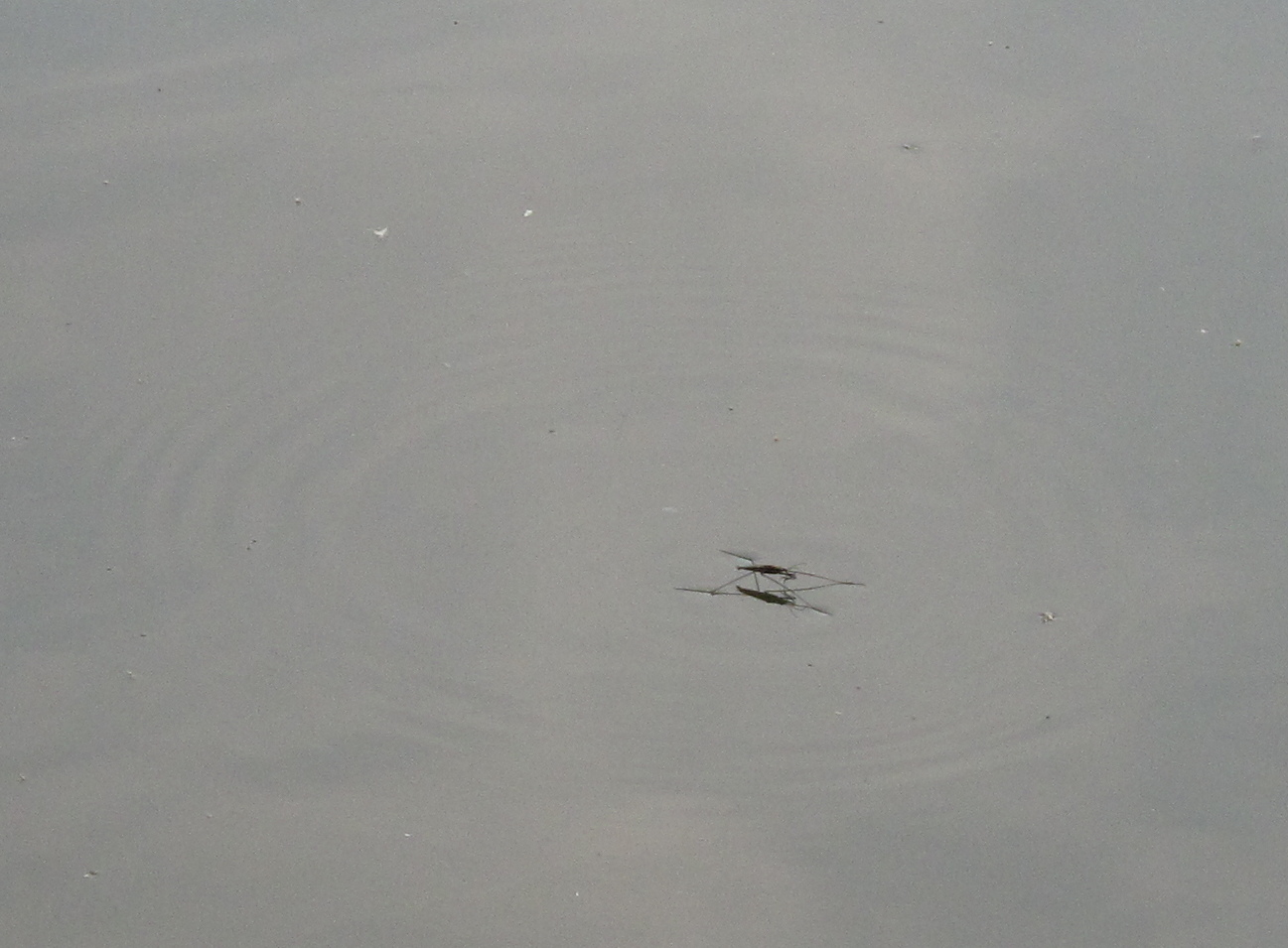
Vodoměrka
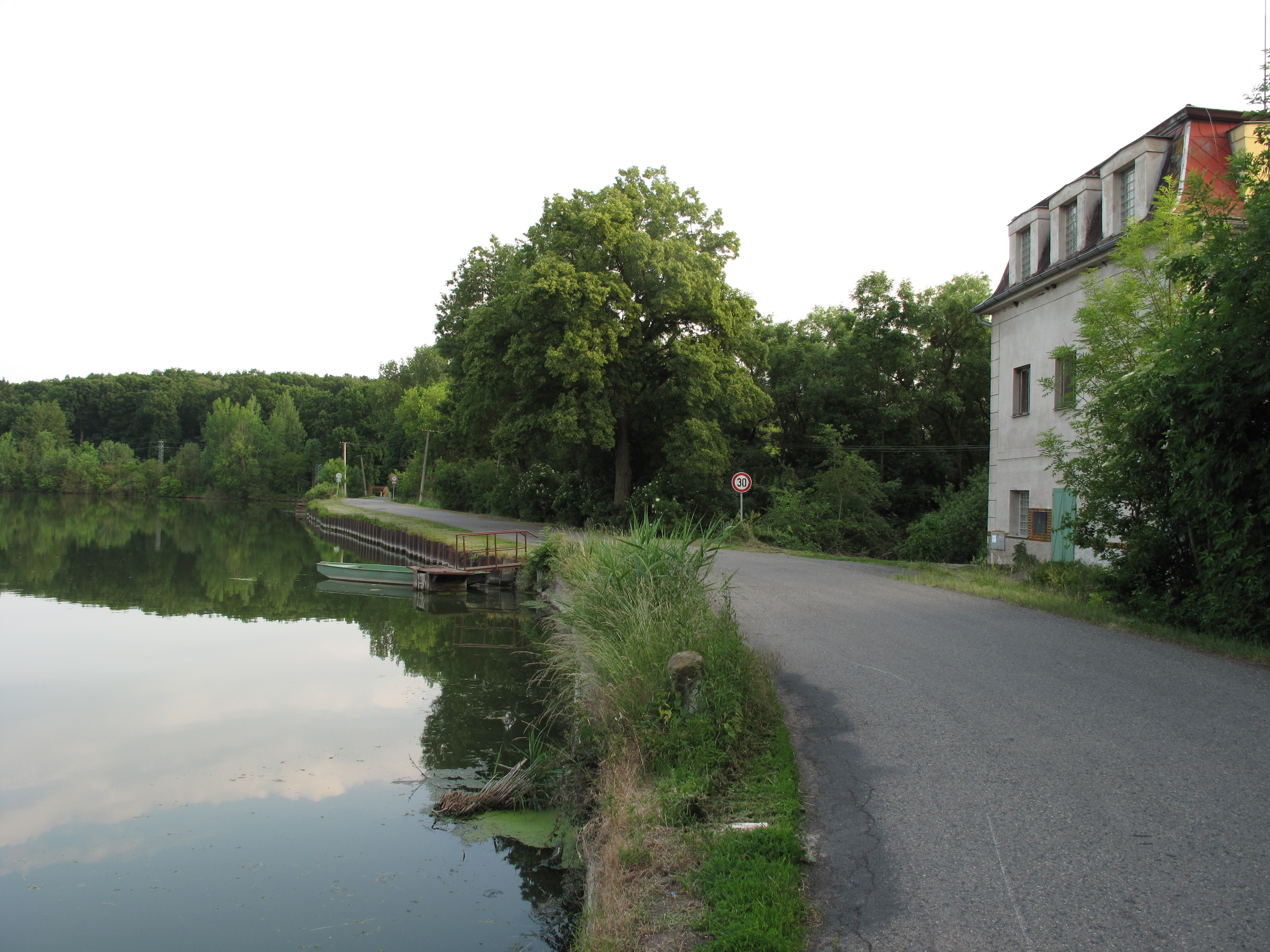
Hráz
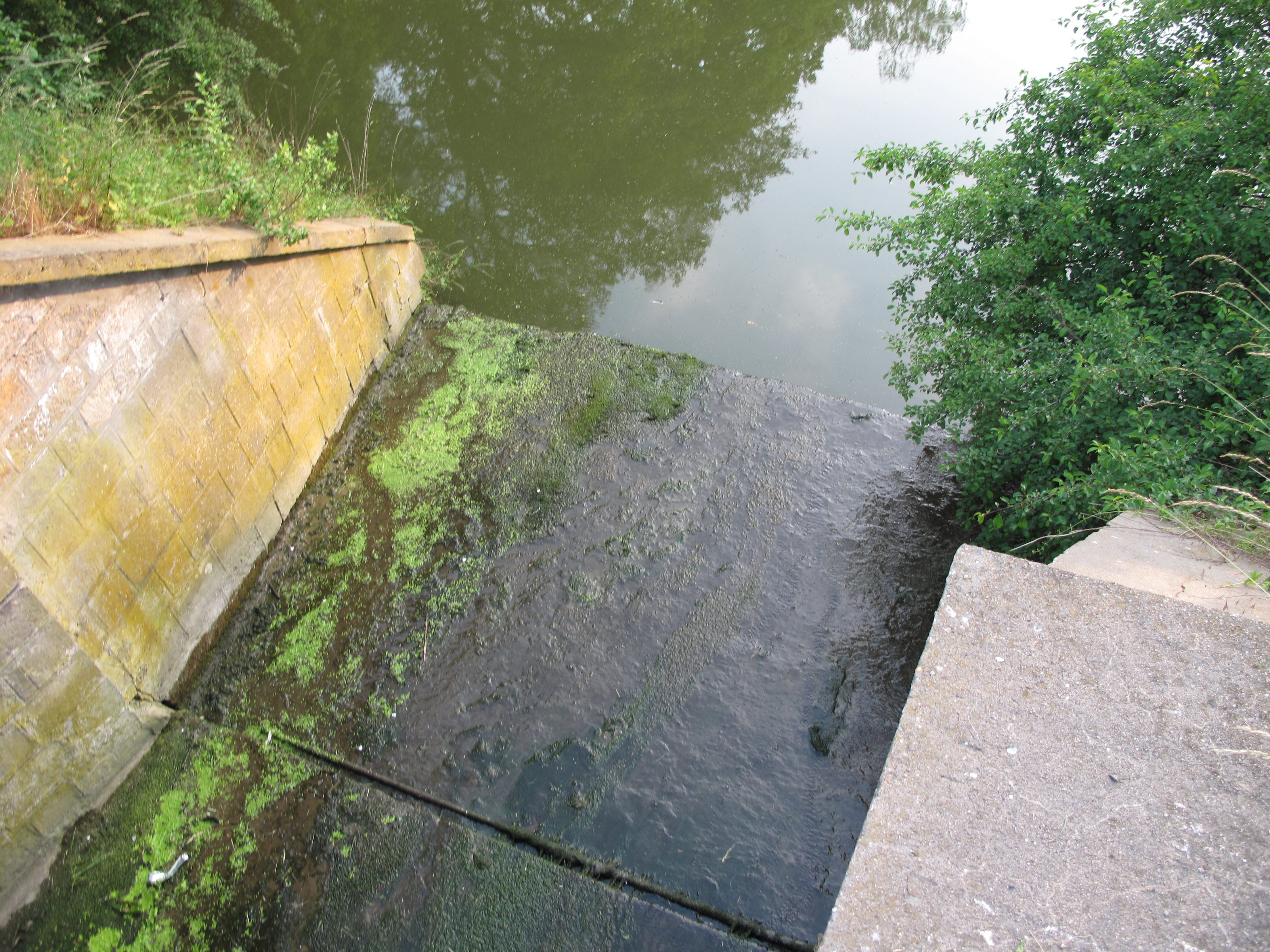
Přepad
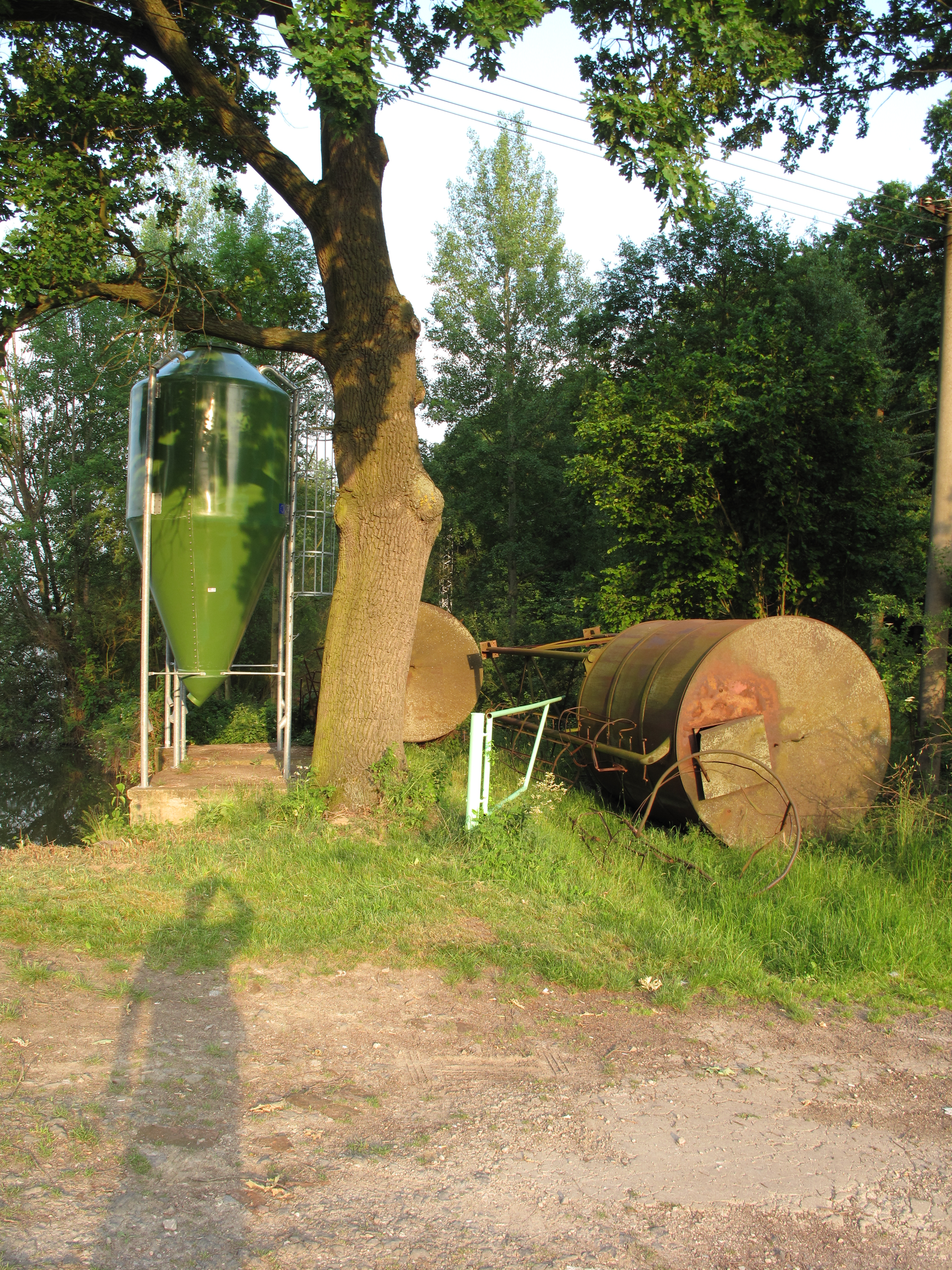
Silo